# Santa Cruz de Marchena
Santa Cruz de Marchena – gmina w Hiszpanii, w prowincji Almería, w Andaluzji, o powierzchni 19,97 km². W 2011 roku gmina liczyła 231 mieszkańców.